# Tumulosternum
Tumulosternum is een geslacht van kreeftachtigen uit de klasse van de Malacostraca (hogere kreeftachtigen).

## Soorten
- Tumulosternum longimanum (Haswell, 1880)
- Tumulosternum parvispinosum (Ward, 1933)
- Tumulosternum wardi Griffin & Tranter, 1986